# جوانا بينبيرثي
جوانا بينبيرثي (بالإنجليزية: Joanna Penberthy)‏ هي كاهنة انجليكانية بريطانية، ولدت في 1960.